# رافائل (لاک‌پشت‌های نینجا)
رافائل یا راف (به انگلیسی: Raphael یا Raph) یک شخصیت داستانی و یکی از چهار شخصیت اصلی از سری داستان‌های لاک‌پشت‌های نینجا می‌باشد. رافائل از نقاب و پوشش قرمز استفاده می‌کند. سلاح او در این پویانمایی سای (Sai) می‌باشد. او تندخو، دمدمی مزاج و احساساتی است و زود عصبی می‌شود؛ به همین دلیل گاهی ناخواسته برای گروه دردسر ایجاد می‌کند، با این حال او قلب مهربانی دارد و مراقب اعضای خانواده‌اش است. او عنصر قدرت گروه و قوی‌ترین لاک‌پشت گروه است. برادر دوم لاک‌پشت‌ها است. نام او همانند سایر برادرانش برگرفته از یکی از هنرمندان ایتالیایی دوره رنسانس، رافائل می‌باشد.

## مهارت‌ها
رافائل نسبت به سایر برادرانش ورزیده‌تر و عضلانی‌تر است و در مبارزات قدرت بیشتر و استقامت بالا‌تری دارد.

## خصوصیات
اخلاق رافائل بسیار تند است طوری که خیلی زود عصبانی می‌شود و این عصبانیت در بیشتر مواقع به بحث و دعوا ختم می‌شود. او در بسیاری از مواقع با کوچک‌ترین برادر خود 
 مایکل‌آنجلو  دعوا می‌کند و یا او را دست می‌اندازد. با اینکه او بسیار احساساتی است، اغلب اوقات نگرانی‌اش را در قالب خشم بروز می‌دهد. 
رافائل در تمرینات و مبارزات با برادر بزرگ خود  لئوناردو  رقیب است، که در بیشتر این رقابت‌ها رافائل برتری داشته است. اگرچه گاهی این رقابت‌ها باعث تنش بین رافائل و لئوناردو شده است، اما این دو همواره در کنار هم بوده و به شدت مراقب و دلسوز نسبت به یکدیگر هستند. 
در سری ۲۰۱۲ لاک‌پشت‌های نینجا، روابط بین لئوناردو و رافائل به بهترین شکل نشان داده شده است.

## بازي هاي ويديويي
رافائل در اولین بازی های ویدئویی که بر اساس کارتون 1987 ساخته شده بودند، به دلیل برد کوتاه اسلحه اش، شخصیتی نامطلوب بود. او کم مهارت ترین لاک پشت است، همین امر در مورد بازی ویدیویی بر اساس فیلم TMNT در سال 2007 صدق می کند. او در TMNT: Smash Up به‌عنوان یک شخصیت قابل بازی ظاهر می‌شود و فرانک فرانکسون دوباره نقش او را بازی می‌کند. The Nightwatcher همچنین به عنوان یک شخصیت قابل بازی جداگانه ظاهر می شود. رافائل یکی از شخصیت های اصلی قابل بازی در بازی ویدیویی Teenage Mutant Ninja Turtles: Out of the Shadows است که کارلوس آلازراکی صداپیشگی او را بر عهده دارد. حرکت ویژه او مشت آهنین است، جایی که او دستکش‌های آهنی را می‌پوشد که قدرت بسیار بالایی دارند، اما برد کمی دارند. رافائل همچنین در بازی مبتنی بر فیلم در سال 2014 با صداپیشگی روی ساموئلسون ظاهر می شود. رافائل به عنوان یکی از شخصیت های قابل بازی Teenage Mutant Ninja Turtles به عنوان DLC در Injustice 2 با صداپیشگی Ben Rausch حضور دارد. در حالی که لئوناردو لاک‌پشت پیش‌فرض خارج از بارگیری چرخ دنده است، او، میکل آنژ و دوناتلو را فقط می‌توان از طریق انتخاب بارگیری مذکور مشابه شخصیت‌های پوست برتر انتخاب کرد. رافائل به عنوان یک فصل TMNT در Smite به عنوان پوست لوکی، با صداپیشگی مارک ویتن، نمایش داده می شود. او همچنین به عنوان پوست در Brawlhalla موجود است. رافائل در Pixel Gun 3D به نام "Super Turtle" ظاهر می شود. رافائل همچنین یک شخصیت اصلی قابل بازی در دنباله بازی Turtles in Time با عنوان Teenage Mutant Ninja Turtles: Shredder's Revenge است. در بازی، رافائل در حال حاضر لاک پشتی است که بیشترین قدرت حمله و سرعت متوسط را دارد، در مقابل Turtles in Time که بالاترین سرعت را با قدرت حمله متوسط داشت. او برد محدود خود را از بازی اصلی حمل می کند. این اولین بازی رسمی Teenage Mutant Ninja Turtles است که در آن صداپیشه اصلی خود، راب پالسن، نقش او را بازی خواهد کرد.